# Mandegān
Mandegān (persiska: مَندِكان, مَندَكان, موندَكان, Mandekān, مندگان) är en ort i Iran.   Den ligger i provinsen Teheran, i den centrala delen av landet, 60 km sydost om huvudstaden Teheran. Mandegān ligger 953 meter över havet och antalet invånare är 344.
Terrängen runt Mandegān är platt, och sluttar söderut. Runt Mandegān är det tätbefolkat, med 297 invånare per kvadratkilometer. Närmaste större samhälle är Varamin, 18,3 km väster om Mandegān. Trakten runt Mandegān är ofruktbar med lite eller ingen växtlighet.